# Черна аристокрация
Черната аристокрация (на италиански: Aristocrazìa nera) са италиански фамилии, свързани родствено с институцията на папството по времето на папа Пий IX.
След като армиите на Италианското кралство влизат в Рим (20 септември 1870 г.), те лишават папата от светска власт, подчиняват Папската държава и заемат Апостолическия дворец. В течение на следващите 59 години папата е затворник във Ватикана, за да избегне утвърждаването на властта на италианското правителство. Аристократите, които по-рано са получили титлите си от Светия престол, оплакват заключения папа и затова са наречени след това „Черна аристокрация“ (по черните траурни дрехи).
След сключването на Латеранските договори през 1929 г., представителите на „черната аристокрация“ получават двойно гражданство в Италия и Ватикана. Това позволява на представителите на „черната аристокрация“ да постъпват в „Знатна гвардия“, която по-рано е открита само за аристокрацията от бившата Папска област. През 1931 г. папа Пий XI отхвърля молбата на крал Алфонсо XIII в гвардията да участват католици независимо от родината им.
Допълнителен удар върху аристокрацията се оказва булата на Инокентий XII от 1692 г. "Romanum decet Pontificem „, която забранява папите да облагодетелстват свои роднини с имоти, титли или материални средства. Последният папа издигнат като част от “черната аристокрация" е Еугенио Пачели, приел името Пий XII на 2 март 1939 г.